# Матвеевский сад
Матве́евский сад (официальное название — Калининский сад) — сад в Санкт-Петербурге, расположенный на Петроградской стороне, между Большой Пушкарской улицей, улицей Ленина, Матвеевским переулком и Кронверкской улицей. Площадь сада составляет 1,24 га.
Название Матвеевский связано с тем, что раньше на этой территории располагался Матфиевский собор, по названию которого также до 1923 года называлась проходящая здесь Матвеевская улица — часть современной улицы Ленина от Большого проспекта П. С. до Сытнинской улицы, а название Калининский — с тем, что бывшая Матвеевская улица с 1923 по 1956 год называлась улицей Якова Калинина.
Сад, образованный в 1930-х годах на месте бывшей прицерковной территории, является важной рекреационной зоной для жителей этой части Петроградской стороны. На участке сада, примыкающем к Кронверкской и Большой Пушкарской улицам, оборудована детская площадка.

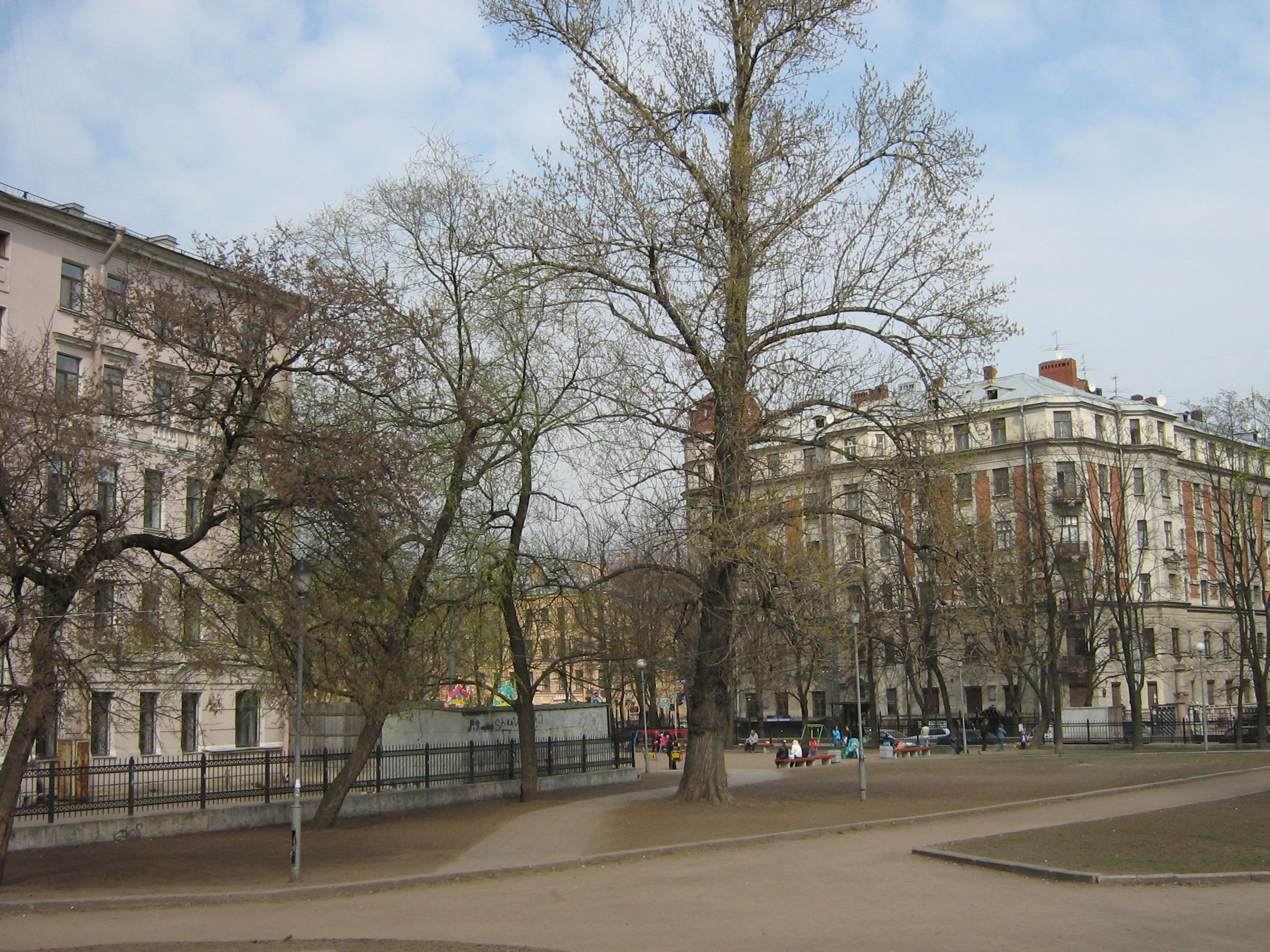
Матвеевский сад, вид в сторону Большой Пушкарской и Кронверкской улиц (справа за детской площадкой — «дом Бенуа»)

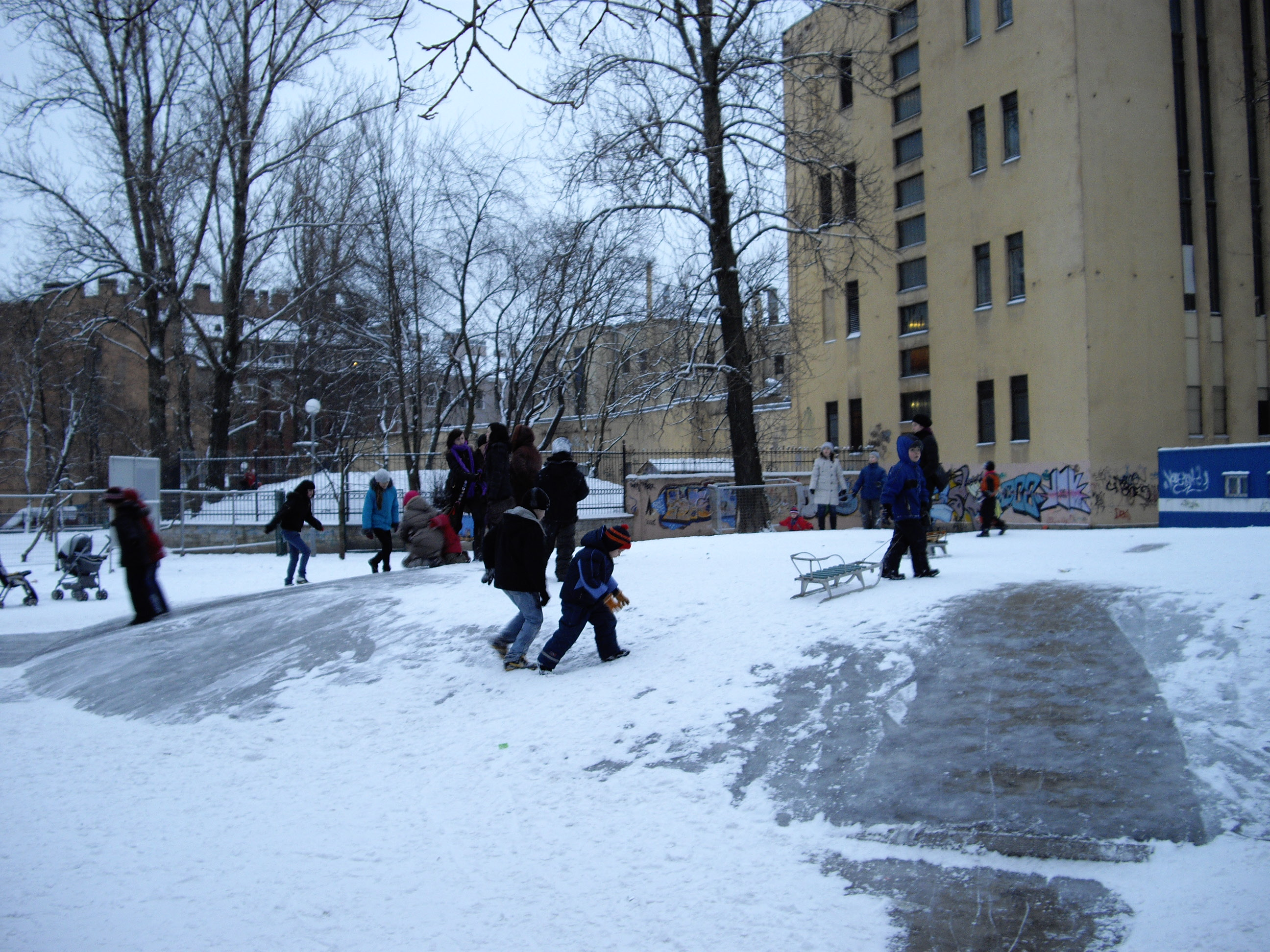
Зимой в Матвеевском саду. На заднем плане — один из корпусов телефонного узла (ул. Ленина, д. № 5), расположенный приблизительно на месте первой (деревянной) Матфиевской церкви

Часть сада (участок, примыкающий к Большой Пушкарской улице, и участок на углу Матвеевского переулка и улицы Ленина) заняты бывшими строениями Петроградского телефонного узла (ул. Ленина, дом № 5 / Большая Пушкарская ул., дом № 35) и прилегающей к ним территорией, отъятой от сада. Телефонный узел находился в доме № 35 по Большой Пушкарской улице в течение нескольких десятилетий, а в 1985 году там была установлена мраморная мемориальная доска с надписью: «Вечная слава труженикам Петроградского телефонного узла, погибшим в борьбе за честь и свободу советской Родины на фронтах Великой Отечественной войны 1941—1945 гг.» (автор А. М. Кирик). Телефонный узел освободил здание в июне 2006 года, с тех пор часть помещений сдаётся в аренду. С 2009 года в здании расположился Санкт-Петербургский институт экономики и управления.

Памятник А. М. Володину

Приблизительно в центре сада находится невысокий холм. Приблизительно на его месте до 1932 года находилась церковь апостола Матфия и Покрова Пресвятой Богородицы  (конец XVIII — начало XIX века, арх. Л. И. Миллер). В 1923 году храм получил статус собора, а в 1932 году был закрыт и взорван по постановлению Леноблисполкома. Обломки были сгруппированы в центре и засыпаны, в результате чего образовался существующий холм.
Летом 2001 года археологической экспедицией Северо-Западного НИИ наследия ИИМК РАН проводилось историко-археологическое изучение Матвеевской церкви, по результатам которого «территория местоположения исторических храмов принята на учёт КГИОП Санкт-Петербурга в качестве охраняемых памятников истории и культуры».
12 ноября 2022 года у входа в сад со стороны Большой Пушкарской был установлен памятник драматургу Александру Володину, который жил напротив сада в доме № 44 по этой улице. Памятник создали скульпторы Борис Сергеев, Игорь Фролов и архитектор Александр Андреев по эскизу Григория Ястребенецкого.